# 黒田美樹
黒田 美樹（くろだ みき、1980年2月9日 - ）は、北海道出身の元女優。スターダストプロモーションに所属していた。

## プロフィール
バスト75cm、ウエスト55cm、ヒップ77cm（引退前）、血液型はA型。
フジテレビ系ドラマ『GTO』で注目を集め、以後ドラマやCMで活躍したが、2002年に引退を表明。引退の理由は不明。

## 出演作品

### テレビドラマ
- GTO（1998年、フジテレビ系） - 野村朋子 役
  - GTOスペシャル（1999年6月29日、フジテレビ系）
- ママチャリ刑事（1999年、TBS系） - 若木ちえ 役
- 熱血恋愛道（1999年、日本テレビ系）case.12  - ダイスケの彼女 役
- 学校の怪談 春の呪いスペシャル（2000年3月28日、関西テレビ系）
- 月曜ドラマスペシャル 秋の旅情サスペンス(3) 歴史ミステリー 宗像教授の伝奇考(1)（2000年11月20日、TBS系） - 伊香真奈 役
- たのしい幼稚園（2001年、TBS系） - 八木順子 役

### オリジナルビデオ
- 男たちの墓標 事件屋稼業（2000年、ミュージアム）

### CM
- TOTO アルカリ7
- 資生堂 マシェリミスト ヌーヴ
- ブルボン プチアンドプチポテトシリーズ
- セブン-イレブン
- 日本マクドナルド
- コナミデジタルエンタテインメント がんばれゴエモン
- パナソニック キュアラ
- カルビー 夏ポテト
- NTTドコモ
- NTT西日本
- マツモトキヨシ FREEMAN
- 日産自動車 Drive-thru

## 書籍

### 雑誌
- 週刊宝島「総力特集/機能、操作、デザイン、画質で比べるデジタルカメラ&ビデオ 最新55機種完全採点」（2001年4月11日号）